# 青花白瓷

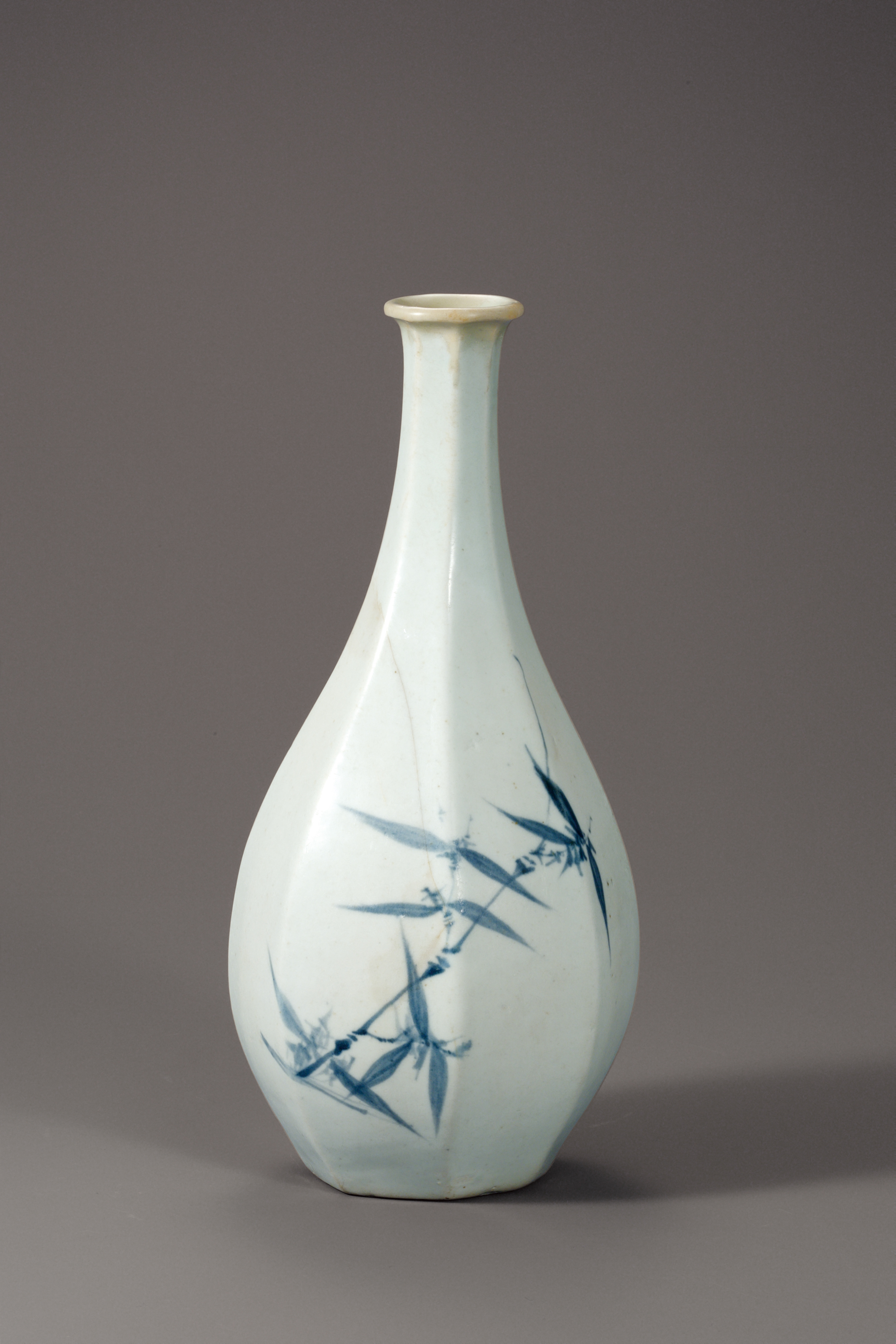
朝鲜青花白瓷兰竹纹角瓶

青花白瓷（：／）是用青色顏料（氧化鈷）在表面作畫，在其上塗抹長石等原料作釉後燒製的一种朝鲜白瓷。出現於14世紀末期，可看作是青花瓷在朝鮮半島的變體。
青花白瓷與青花瓷不同之處在於，後者大多呈青紫色，與底面的白色背景形成鮮明反差，而前者因採用了部分國產天然鈷化合物作顏料，花色呈較柔和的淡藍色。且青花白瓷用途更為廣泛，在廚具、文具、針灸、園藝等方面都有不同的應用種類。